# Zisterzienserkloster Saint-Apollinaire

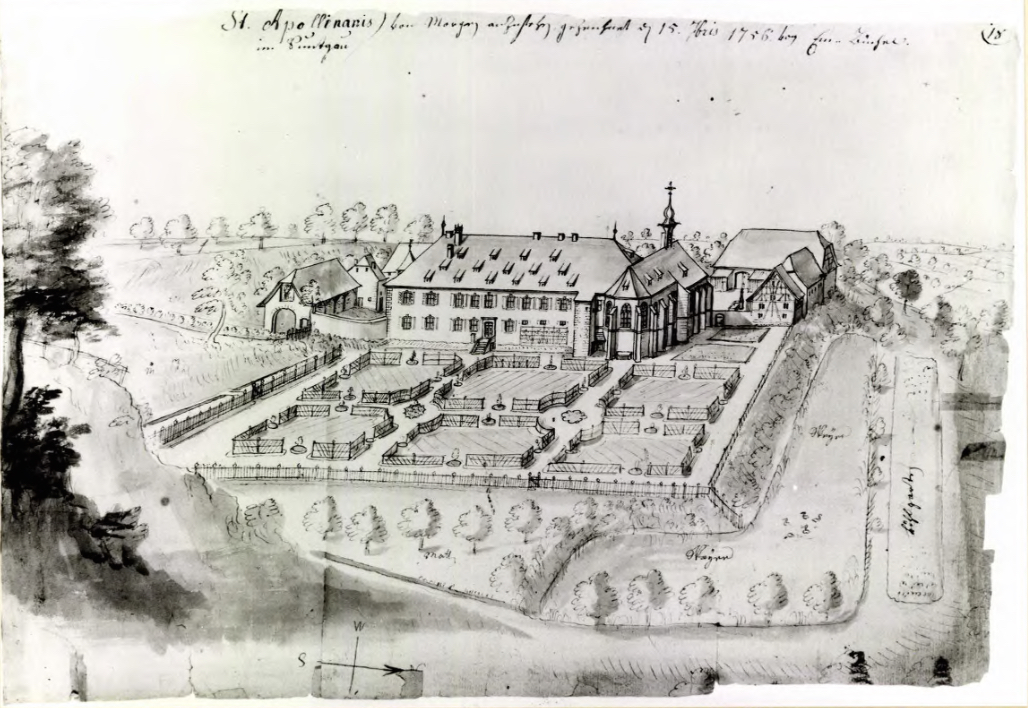
Abtei St. Apollinaris, Zeichnung 1756

Das Zisterzienserkloster Saint-Apollinaire (auch: Michelbach) war von 1253 bis 1791 ein Kloster zuerst der Zisterzienserinnen, dann der Zisterzienser in Michelbach-le-Haut, Département Haut-Rhin in Frankreich. 

## Geschichte
1144 gründeten die Grafen von Pfirt ein der Jungfrau Maria geweihtes Benediktinerkloster, dessen Konvent 1238 durch Benediktinerinnen ersetzt wurde. 1252 ging der Klosterbesitz kurzzeitig an das Kloster Wettingen über, 1253 dauerhaft an das Kloster Lützel. Die Nonnen wurden Zisterzienserinnen. Später traten an ihre Stelle Zisterziensermönche. Ab 1334 war das Kloster (nunmehr Priorat von Lützel) nachweislich dem heiligen Apollinaris von Ravenna geweiht und Ziel einer beliebten Wallfahrt. 1791 kam es durch die Französische Revolution zur Auflösung des Klosters. Ein noch bestehendes stattliches Gebäude ist in Privatbesitz. Der Straßen- und Domänenname Saint-Apollinaire (bei Folgensbourg) erinnert an das einstige Kloster.